# Jackson County (Kentucky)
Jackson County ist ein County im Bundesstaat Kentucky der Vereinigten Staaten. Das U.S. Census Bureau hat bei der Volkszählung 2020 eine Einwohnerzahl von 12.955 ermittelt.
Der Verwaltungssitz (County Seat) ist McKee. Das County gehört zu den Dry Countys, was bedeutet, dass der Verkauf von Alkohol eingeschränkt oder verboten ist.

## Geographie
Das County liegt im mittleren Osten von Kentucky, ist im Süden etwa 80 km von Tennessee, im Südosten etwa 90 km von Virginia entfernt und hat eine Fläche von 898 Quadratkilometern, wovon ein Quadratkilometer Wasserfläche ist. Es grenzt im Uhrzeigersinn an folgende Countys: Estill County, Lee County, Owsley County, Clay County, Laurel County, Rockcastle County und Madison County.

## Geschichte
Jackson County wurde am 2. Februar 1858 aus Teilen des Clay County, Estill County, Laurel County, Madison County, Owsley County und Rockcastle County gebildet. Benannt wurde es nach Präsident Andrew Jackson.
Insgesamt sind fünf Bauwerke und Stätten des Countys im National Register of Historic Places eingetragen (Stand 5. Oktober 2017).

## Demografische Daten
Nach der Volkszählung im Jahr 2000 lebten im Jackson County 13.495 Menschen in 5.307 Haushalten und 3.953 Familien. Die Bevölkerungsdichte betrug 15 Einwohner pro Quadratkilometer. Ethnisch betrachtet setzte sich die Bevölkerung zusammen aus 99,17 Prozent Weißen, 0,05 Prozent Afroamerikanern, 0,19 Prozent amerikanischen Ureinwohnern, 0,01 Prozent Asiaten, 0,01 Prozent Bewohnern aus dem pazifischen Inselraum und 0,04 Prozent aus anderen ethnischen Gruppen; 0,52 Prozent stammten von zwei oder mehr Ethnien ab. 0,53 Prozent der Bevölkerung waren spanischer oder lateinamerikanischer Abstammung.
Von den 5.307 Haushalten hatten 35,5 Prozent Kinder und Jugendliche unter 18 Jahre, die bei ihnen lebten. 60,2 Prozent waren verheiratete, zusammenlebende Paare, 10,3 Prozent waren allein erziehende Mütter, 25,5 Prozent waren keine Familien, 23,0 Prozent waren Singlehaushalte und in 9,3 Prozent lebten Menschen im Alter von 65 Jahren oder darüber. Die Durchschnittshaushaltsgröße betrug 2,52 und die durchschnittliche Familiengröße lag bei 2,96 Personen.
Auf das gesamte County bezogen setzte sich die Bevölkerung zusammen aus 26,1 Prozent Einwohnern unter 18 Jahren, 9,8 Prozent zwischen 18 und 24 Jahren, 29,4 Prozent zwischen 25 und 44 Jahren, 22,9 Prozent zwischen 45 und 64 Jahren und 11,8 Prozent waren 65 Jahre alt oder darüber. Das Durchschnittsalter betrug 35 Jahre. Auf 100 weibliche Personen kamen 97,3 männliche Personen. Auf 100 Frauen im Alter von 18 Jahren alt oder darüber kamen statistisch 95,2 Männer.
Das jährliche Durchschnittseinkommen eines Haushalts betrug 20.177 USD, das Durchschnittseinkommen der Familien betrug 23.638 USD. Männer hatten ein Durchschnittseinkommen von 25.087 USD, Frauen 16.065 USD. Das Prokopfeinkommen betrug 10.711 USD. 25,8 Prozent der Familien und 30,2 Prozent der Bevölkerung lebten unterhalb der Armutsgrenze. Davon waren 36,5 Prozent Kinder oder Jugendliche unter 18 Jahre und 24,1 Prozent waren Menschen über 65 Jahre.

## Orte im County
- Alcorn
- Annville
- Atkinstown
- Blanton Flats
- Bond
- Bradshaw
- Brazil
- Clover Bottom
- Cornelius
- Dabolt
- Datha
- Drip Rock
- Eberle
- Eglon
- Egypt
- Elias
- Foxtown
- Gray Hawk
- Green Hill
- Herd
- High Knob
- Hisel
- Hurley
- Kerby Knob
- Loam
- Macedonia
- Maulden
- McKee
- Mildred
- Moores Creek
- Morrill
- Mummie
- New Zion
- Olin
- Peoples
- Privett
- Royrader
- Sand Springs
- Sandgap
- Sourwood
- Threelinks
- Tyner
- Waneta
- Welchburg
- Wind Cave
- Zekes Point